# Kari Takko
Kari Maurits Takko (* 23. Juni 1962 in Uusikaupunki) ist ein ehemaliger finnischer Eishockeytorwart, der in seiner aktiven Zeit von 1978 bis 2000 unter anderem für die Minnesota North Stars und Edmonton Oilers in der National Hockey League gespielt hat.

## Karriere
Kari Takko begann seine Karriere als Eishockeyspieler in der Nachwuchsabteilung von Ässät Pori, für dessen Profimannschaft er in der Saison 1978/79 bereits im Alter von 16 Jahren sein Debüt in der SM-liiga gab. Mit seinem Team erreichte er auf Anhieb das Playoff-Finale, musste sich jedoch in diesem Tappara Tampere geschlagen geben. In den folgenden Jahren entwickelte er sich zum Stammtorwart bei Ässät Pori, mit dem er 1980 an HIFK Helsinki und 1984 erneut an Tappara Tampere erneut im Meisterschaftsfinale scheiterte. Persönlich entwickelte er sich zu einem der besten Spieler der SM-liiga und wurde in der Saison 1984/85 nicht nur in das All-Star Team der Liga gewählt, sondern erhielt im selben Jahr auch die Urpo-Ylönen-Trophäe als bester Torwart der höchsten finnischen Spielklasse. Auch in Nordamerika blieben seine Leistungen nicht verborgen und der Finne wurde im NHL Entry Draft 1981 in der zehnten Runde als insgesamt 200. Spieler von den Nordiques de Québec ausgewählt. Nachdem diese ihn in der Folgezeit nicht unter Vertrag nahmen, konnte er im NHL Entry Draft 1984 erneut ausgewählt werden. Schließlich sicherten sich die Minnesota North Stars die Rechte am finnischen Nationalspieler in der fünften Runde, in der er als insgesamt 97. Spieler ausgewählt worden war. 
Im Sommer 1985 ging Takko nach Nordamerika, wo er in der Saison 1985/86 zwar zu seinem Debüt in der National Hockey League für Minnesota kam, jedoch nur einmal – bei einer Niederlage der North Stars – für diese spielte. Die gesamte restliche Zeit verbrachte er bei Minnesotas Farmteam, den Springfield Indians, in der American Hockey League, für die er insgesamt 43 Spiele bestritt. Ab der Saison 1986/87 stand er regelmäßig für das NHL-Team der Minnesota North Stars auf dem Eis, wobei er gelegentlich für deren neues Farmteam, die Kalamazoo Wings, in der International Hockey League aktiv war. Am 22. November 1990 wurde Takko im Tausch gegen Bruce Bell innerhalb der NHL an die Edmonton Oilers abgegeben. Für die Kanadier bestritt er bis Saisonende weitere elf Spiele in der NHL, in denen er bei einem Gegentorschnitt von 4.20 pro Spiel und einer Fangquote von 86,7 Prozent allerdings nicht überzeugen konnte. 
Zur Saison 1990/91 kehrte der Olympiateilnehmer von 1984 in seine finnische Heimat zurück und unterschrieb bei seinem Heimatverein Ässät Pori. Bei diesem hatte er in den folgenden sechs Spielzeiten einen Stammplatz in der SM-liiga und konnte in der Saison 1993/94 zum zweiten Mal in seiner Laufbahn die Urpo-Ylönen-Trophäe als bester Torwart der SM-liiga gewinnen. Zudem war er im Februar 1994 und September 1995 jeweils Spieler des Monats der SM-liiga. Von 1997 bis 2000 stand der Finne noch einmal im Nachbarland Schweden für den HV71 Jönköping in der Elitserien zwischen den Pfosten, ehe er seine Karriere im Alter von 38 Jahren beendete. Seit seinem Karriereende ist Takko als Europascout für die Dallas Stars aus der NHL tätig.

### International
Für Finnland nahm Takko im Juniorenbereich an der U18-Junioren-Europameisterschaft 1979 sowie den Junioren-Weltmeisterschaften 1981 und 1982 teil. Bei beiden Junioren-Weltmeisterschaften gewann er eine Medaille; 1981 die Silber- und 1982 die Bronzemedaille. Im Seniorenbereich stand er im Aufgebot seines Landes bei den Weltmeisterschaften 1983, 1985 und 1991 sowie 1987 beim Canada Cup. Zudem lief er bei den Olympischen Winterspielen 1984 in Sarajevo in fünf Spielen für die Finnen auf.

## Erfolge und Auszeichnungen
| - 1979 Finnischer Vizemeister mit Ässät Pori - 1980 Finnischer Vizemeister mit Ässät Pori - 1984 Finnischer Vizemeister mit Ässät Pori - 1985 SM-liiga All-Star Team | - 1985 Urpo-Ylönen-Trophäe - 1994 SM-liiga Spieler des Monats Februar - 1994 Urpo-Ylönen-Trophäe - 1995 SM-liiga Spieler des Monats September |

### International
- 1981 Silbermedaille bei der Junioren-Weltmeisterschaft
- 1982 Bronzemedaille bei der Junioren-Weltmeisterschaft